# Adolfo Carabelli
Adolfo Leandro Carabelli (* 8. September 1893 in San Fernando; † 25. Januar 1947 ebenda) war ein argentinischer Tango- und Jazzmusiker, Pianist, Komponist und Bandleader.

## Leben
Carabelli erhielt in seiner Kindheit eine klassische Musikausbildung in den Fächern Klavier, Komposition, Kontrapunkt und Harmonielehre. Später studierte er in Bologna bei Alberto D’Erasmo, Luiggi Torti und Ferruccio Busoni und erhielt zwanzigjährig den Mastergrad in Komposition. Nach Ausbruch des Ersten Weltkrieges kehrte er nach Argentinien zurück und setzte dort sein Studium bei Luis Gianneo und Alfredo Schiuma fort und spielte dann klassische Musik als Mitglied des Trío Argentina.
1917 lernte er durch den Pianisten Lipoff die Jazzmusik kennen und gründete sein erstes Orchester, die River Jazz Band. Später leitete er ein Orchester, das seinen eigenen Namen trug. Mit diesem spielte er Aufnahmen beim Label Electra ein. 1926 engagierte ihn das Label Victor als künstlerischen Leiter und beauftragte ihn mit der Gründung eines Orchesters, das sowohl Tango- als auch Jazzmusik spielte. Anfang der 1930er Jahre gehörten diesem u. a. die Bandoneonisten Federico Scorticati, Ciriaco Ortiz, Luis Petrucelli und Carlos Marcucci, die Geiger Elvino Vardaro und Manlio Francia und sein Bruder Orlando Carabelli als Kontrabassist an. Carabelli war Pianist, Bandleader und Arrangeur. Als Gäste wirkten u. a. Vicente Gorrese, Humberto Costanzo, Renato Zaffignani und Héctor Presas und die Sänger Charlo, Mercedes Simone, Carlos Lafuente, Luis Díaz und Alberto Gómez mit. Die Aufnahmen erschienen unter den Namen Adolfo Carabelli y su Orquesta, Adolfo Carabelli y su Orquesta Típica und Adolfo Carabelli y su Jazz Band. Carabelli leitete auch das Orquesta Típica Victor, das ausschließlich für Aufnahmen aus namhaften Tangomusikern zusammengestellt wurde. Seine letzten Aufnahmen entstanden 1940.
Für öffentliche Auftritte leitete Carabelli ein weiteres Orchester, mit dem er vorwiegend Jazz bei Radiosendern wie Radio Splendid und Radio Mitre spielte. Nach 1940 zog er sich vollkommen aus der Öffentlichkeit zurück und gab lediglich noch privaten Unterricht. Carabelli komponierte auch Musik zu mehreren argentinischen Filmen.

## Aufnahmen
- Mi refugio (1931)
- Cantando (1931)
- ¿Cuál es su hobby? (1931)
- Felicia (1932)
- Por dónde andará (1932)
- Inspiración (1932)
- Mar adentro (1933)
- Rodríguez Peña (1932)
- El trece (1932)
- Negra consentida (1932)
- Soldadito del amor (1934)
- Vivir (1935)
- Pero hay una melena (1940)
- Manolito Bienvenida (1940)

## Filmmusik
- De la sierra al valle (1938, Regie: Ber Ciani)
- Ambición (1939 Regie: Adelqui Millar)
- El ángel de trapo (1940, Regie: José Ferreyra)
- Pájaros sin nido (1940, Regie: José Ferreyra).